# Робърт Къмингс
Робърт Къмингс (на английски: Robert Cummings) е американски актьор. 

## Биография
Роден е на 9 юни 1910 г. в град Джоплин, Мисури. Той е син на д-р Чарлз Кларънс Къмингс и Рут Анабел Крафт. Баща му е хирург, част от първоначалния медицински персонал на болницата „Сейнт Джон“ в Джоплин и основател на болницата за туберкулоза на окръг Джаспър в Уеб Сити, Мисури.  Майката на Къмингс е ръкоположена за министър на науката за ума. 
Докато посещава гимназията в Джоплин, Къмингс е научен да лети от своя кръстник, пионерът на авиацията Орвил Райт.  Първият му самостоятелен полет е на 3 март 1927 г.  По време на гимназията Къмингс вози в самолета си жители на Джоплин за 5 долара на човек. 
Когато правителството започва да лицензира летателни инструктори, Къмингс получава сертификат за полетен инструктор № 1, което го прави първият официален полетен инструктор в Съединените щати. 

### Кариера
През 1934 г. се мести в Холивуд и на следващата година получава дебютната си роля в киното. Първият си голям успех постига през 1939 г. във филма „Три умни момичета растат“ в дует с Диана Дърбин. През ноември 1942 г. Къмингс се присъединява към Военновъздушни сили на САЩ, където служи като пилот-инструктор. След края на войната той продължава активно да се снима във филми. Той е търсен както като комедиен, така и като драматичен актьор. Най-известен е в сътрудничество с Алфред Хичкок „Диверсант“ (1942) и „Набери „М“ за убийство“ (1954).
През 1952 г. започва дълга кариера като телевизионен актьор. Ролята му на съдебен заседател № 8 в първата телевизионна продукция на „Дванадесет разгневени мъже“ му печели награда Еми. Къмингс се снима много до средата на 1970-те години. За дългата си кариера актьорът е участвал в повече от 100 роли.

### Смърт
Робърт Къмингс умира на 2 декември 1990 от бъбречна недостатъчност и усложнения от пневмония в болница в Калифорния. Той е погребан в Големия мавзолей в гробището „Горска морава“ в Глендейл, Калифорния. 

## Избрана филмография
| Година | Филм                   | Оригинално заглавие | Роля                             | Режисьор      |
| ------ | ---------------------- | ------------------- | -------------------------------- | ------------- |
| 1950   | В началото бе Ева      | It Started with Eve | Джонатан „Джони“ Рейнолдс младши | Хенри Костър  |
| 1954   | Набери „М“ за убийство | Dial M for Murder   | Марк Холидей                     | Алфред Хичкок |